# Gran Premio di superbike di Albacete 1997
Il Gran Premio di Superbike di Albacete 1997 è stata la decima prova su dodici del campionato mondiale Superbike 1997, è stato disputato il 21 settembre sul circuito di Albacete e ha visto la vittoria di John Kocinski in gara 1, lo stesso pilota si è ripetuto anche in gara 2.
La vittoria nella gara valevole per il campionato mondiale Supersport è stata invece ottenuta da Vittoriano Guareschi.

## Risultati

### Gara 1

#### Arrivati al traguardo[4]
| Pos. | Nº | Pilota               | Motocicletta | Tempo     | Griglia | Punti |
| ---- | -- | -------------------- | ------------ | --------- | ------- | ----- |
| 1º   | 3  | John Kocinski        | Honda        | 40:22.586 | 1º      | 25    |
| 2º   | 2  | Aaron Slight         | Honda        | +0:06.028 | 4º      | 20    |
| 3º   | 6  | Simon Crafar         | Kawasaki     | +0:08.452 | 3º      | 16    |
| 4º   | 8  | Akira Yanagawa       | Kawasaki     | +0:13.725 | 5º      | 13    |
| 5º   | 7  | Pierfrancesco Chili  | Ducati       | +0:20.186 | 8º      | 11    |
| 6º   | 15 | Piergiorgio Bontempi | Kawasaki     | +0:26.449 | 7º      | 10    |
| 7º   | 35 | Gregorio Lavilla     | Ducati       | +0:27.490 | 9º      | 9     |
| 8º   | 11 | Mike Hale            | Suzuki       | +0:27.916 | 11º     | 8     |
| 9º   | 21 | Jochen Schmid        | Kawasaki     | +0:44.734 | 15º     | 7     |
| 10º  | 42 | Chris Walker         | Yamaha       | +0:45.717 | 13º     | 6     |
| 11º  | 17 | Pere Riba            | Honda        | +0:47.568 | 14º     | 5     |
| 12º  | 53 | Udo Mark             | Suzuki       | +1:14.495 | 16º     |       |
| 13º  | 31 | Igor Jerman          | Kawasaki     | +1:19.208 | 18º     | 4     |
| 14º  | 51 | Giorgio Cantalupo    | Ducati       | +1 giro   | 21º     |       |
| 15º  | 57 | Jiří Mrkývka         | Honda        | +1 giro   | 20º     |       |
| 16º  | 52 | Anton Gruschka       | Yamaha       | +1 giro   | 23º     |       |
| 17º  | 63 | Gilson Scudeler      | Ducati       | +1 giro   | 22º     |       |
| 18º  | 46 | Erkka Korpiaho       | Kawasaki     | +1 giro   | 19º     | 3     |
| 19º  | 56 | Ondřej Lelek         | Honda        | +1 giro   | 24º     |       |
| 20º  | 71 | Vladimír Karban      | Suzuki       | +1 giro   | 25º     |       |

#### Ritirati
| Nº | Pilota        | Motocicletta | Giri     | Griglia |
| -- | ------------- | ------------ | -------- | ------- |
| 4  | Carl Fogarty  | Ducati       | +5 giri  | 2º      |
| 12 | James Whitham | Suzuki       | +18 giri | 12º     |
| 22 | Scott Russell | Yamaha       | +18 giri | 10º     |
| 14 | James Haydon  | Ducati       | +23 giri | 17º     |
| 9  | Neil Hodgson  | Ducati       | +25 giri | 6º      |

### Gara 2

#### Arrivati al traguardo[5]
| Pos. | Nº | Pilota               | Motocicletta | Tempo     | Griglia | Punti |
| ---- | -- | -------------------- | ------------ | --------- | ------- | ----- |
| 1º   | 3  | John Kocinski        | Honda        | 40:21.958 | 1º      | 25    |
| 2º   | 6  | Simon Crafar         | Kawasaki     | +0:01.416 | 3º      | 20    |
| 3º   | 2  | Aaron Slight         | Honda        | +0:02.102 | 4º      | 16    |
| 4º   | 8  | Akira Yanagawa       | Kawasaki     | +0:02.308 | 5º      | 13    |
| 5º   | 22 | Scott Russell        | Yamaha       | +0:14.583 | 10º     | 11    |
| 6º   | 15 | Piergiorgio Bontempi | Kawasaki     | +0:14.956 | 7º      | 10    |
| 7º   | 7  | Pierfrancesco Chili  | Ducati       | +0:31.173 | 8º      | 9     |
| 8º   | 9  | Neil Hodgson         | Ducati       | +0:45.474 | 6º      | 8     |
| 9º   | 11 | Mike Hale            | Suzuki       | +0:45.545 | 11º     | 7     |
| 10º  | 12 | James Whitham        | Suzuki       | +0:47.501 | 12º     | 6     |
| 11º  | 42 | Chris Walker         | Yamaha       | +0:48.891 | 13º     | 5     |
| 12º  | 21 | Jochen Schmid        | Kawasaki     | +0:49.032 | 15º     | 4     |
| 13º  | 17 | Pere Riba            | Honda        | +0:49.441 | 14º     | 3     |
| 14º  | 53 | Udo Mark             | Suzuki       | +1:03.219 | 16º     |       |
| 15º  | 14 | James Haydon         | Ducati       | +1:11.590 | 17º     | 2     |
| 16º  | 46 | Erkka Korpiaho       | Kawasaki     | +1:29.721 | 19º     | 1     |
| 17º  | 51 | Giorgio Cantalupo    | Ducati       | +1 giro   | 21º     |       |
| 18º  | 57 | Jiří Mrkývka         | Honda        | +1 giro   | 20º     |       |
| 19º  | 52 | Anton Gruschka       | Yamaha       | +1 giro   | 23º     |       |
| 20º  | 31 | Igor Jerman          | Kawasaki     | +1 giro   | 18º     |       |
| 21º  | 63 | Gilson Scudeler      | Ducati       | +1 giro   | 22º     |       |
| 22º  | 56 | Ondřej Lelek         | Honda        | +1 giro   | 24º     |       |
| 23º  | 71 | Vladimír Karban      | Suzuki       | +2 giri   | 25º     |       |

#### Ritirati
| Nº | Pilota           | Motocicletta | Giri     | Griglia |
| -- | ---------------- | ------------ | -------- | ------- |
| 4  | Carl Fogarty     | Ducati       | +12 giri | 2º      |
| 35 | Gregorio Lavilla | Ducati       | +26 giri | 9º      |

### Supersport

#### Arrivati al traguardo
| Pos. | Nº | Pilota               | Motocicletta | Giri | Tempo      | Punti |
| ---- | -- | -------------------- | ------------ | ---- | ---------- | ----- |
| 1º   | 6  | Vittoriano Guareschi | Yamaha       | 26   | 42'22,201" | 25    |
| 2º   | 2  | Massimo Meregalli    | Yamaha       | 26   | +0,470"    | 20    |
| 3º   | 41 | Michaël Paquay       | Honda        | 26   | +6,683"    | 16    |
| 4º   | 24 | Stéphane Chambon     | Ducati       | 26   | +9,734"    | 13    |
| 5º   | 1  | Fabrizio Pirovano    | Ducati       | 26   | +9,790"    | 11    |
| 6º   | 26 | Paolo Casoli         | Ducati       | 26   | +14,028"   | 10    |
| 7º   | 44 | Francisco Riquelme   | Ducati       | 26   | +15,808"   | 9     |
| 8º   | 31 | Marco Risitano       | Kawasaki     | 26   | +18,343"   | 8     |
| 9º   | 34 | Yves Briguet         | Suzuki       | 26   | +18,403"   | 7     |
| 10º  | 13 | Jeffry de Vries      | Yamaha       | 26   | +18,437"   | 6     |
| 11º  | 35 | Giovanni Bussei      | Suzuki       | 26   | +19,254"   | 5     |
| 12º  | 30 | Wilco Zeelenberg     | Yamaha       | 26   | +27,137"   | 4     |
| 13º  | 38 | Mario Innamorati     | Bimota       | 26   | +27,877"   | 3     |
| 14º  | 7  | Thomas Körner        | Ducati       | 26   | +28,806"   | 2     |
| 15º  | 27 | Rubén Xaus           | Honda        | 26   | +44,211"   | 1     |
| 16º  | 14 | Fred Bayens          | Honda        | 26   | +44,286"   |       |
| 17º  | 15 | Robert Ulm           | Honda        | 26   | +45,311"   |       |
| 18º  | 18 | David Rouge          | Honda        | 26   | +1'01,826" |       |

#### Ritirati
| Nº | Pilota               | Motocicletta | Giri |
| -- | -------------------- | ------------ | ---- |
| 17 | Stéphane Mertens     | Suzuki       | 22   |
| 90 | Bernhard Schick      | Ducati       | 18   |
| 32 | Marc Garcia          | Honda        | 18   |
| 36 | Christophe Cogan     | Ducati       | 18   |
| 4  | Camillio Mariottini  | Ducati       | 15   |
| 33 | Herri Torrontegui    | Ducati       | 14   |
| 39 | Thomas Hinterreiter  | Kawasaki     | 12   |
| 23 | José Oriol Fernández | Honda        | 8    |
| 25 | Serafino Foti        | Bimota       | 7    |
| 11 | Peter Koller         | Kawasaki     | 1    |